# Sistema de ligas de fútbol sala de España
El fútbol sala en España está integrado por un sistema piramidal de ligas (divisiones) interconectadas entre sí, cuya máxima categoría es la Primera División. Tanto la Primera División como la Segunda División son organizadas por la Liga Nacional de Fútbol Sala siendo estas 2 categorías profesionales. El tercer nivel, Segunda División B, es gestionado por el Comité Nacional de Fútbol Sala (CNFS) de la Real Federación Española de Fútbol.
La Tercera División es una categoría nacional pero gestionada por las federaciones territoriales al igual que las divisiones regionales.
Al término de cada temporada y en función de los resultados obtenidos, los equipos participantes pueden ascender o descender de división.
Las competiciones se celebran anualmente desde 1989, y la temporada se desarrolla entre los meses de septiembre y junio (o finales de mayo).

## Sistema de ligas
| Categoría | Ligas o divisiones |
| --------- | --- |
| 1         | Primera Federación FutSal 16 equipos                                                                                            |
| 2         | Segunda Federación FutSal 16 equipos                                                                                            |
| 3         | Segunda B Federación FutSal 6 grupos de 16 equipos cada uno                                                                     |
| 4         | Tercera Federación FutSal 24 grupos (Cataluña, Madrid, Islas Canarias, C. Valencia y Andalucía cuentan con dos grupos cada uno) |
| 5         | Divisiones regionales de fútbol sala de España                                                                                  |

## Sistema de competición

### Desarrollo de la competición
Véase también Sistema de todos-contra-todos
Aunque el número de equipos que integran cada división varía, desde Primera División hasta Segunda División B los ascensos y campeones se determinan mediante playoffs. El torneo se desarrolla entre los meses de septiembre y de mayo del siguiente año. Cada club se enfrenta dos ocasiones a los demás equipos de su misma división (una vez en campo propio y otra en el del contrario), siguiendo un calendario establecido por sorteo a principio de temporada. Generalmente se disputa una jornada cada semana (coincidiendo con el fin de semana). Al fin la liga regular los mejores clasificados (varia la cantidad en cada categoría) disputa eliminatorias directas denominadas playoffs.
En Tercera División obtiene el ascenso el campeón de la liga regular.

### Puntuación y clasificación
En función del resultado al final de cada partido, los equipos obtienen una serie de puntos: tres para el ganador, cero para el perdedor y un punto para cada equipo en caso de empate. Al término de la temporada se elabora una clasificación en función de los puntos acumulados a lo largo del campeonato.
Dado que se trata de un sistema jerárquico de ligas interconectadas entre sí, los ganadores de cada división tienen la opción de ascender a la categoría superior para la siguiente temporada, substituyendo a los últimos clasificados de dicha categoría, que son degradados. El número de equipos que ascienden y descienden varía en función de cada categoría.
- Datos: Q6129847